# Juárez-Kartell
Das Juárez-Kartell (auch Carrillo Fuentes Organisation) ist ein mexikanisches Drogenkartell, das seit den 1990er-Jahren um die Vorherrschaft über die Route des Drogenschmuggels von Ciudad Juárez in den USA kämpft. Es wurde von Amado Carrillo Fuentes gegründet, der es bis zu seinem Tod 1997 anführte. Danach verlor das Juárez-Kartell im Verhältnis zu anderen Drogenkartellen kontinuierlich an Macht.

## Geschichte
Amado Carrillo Fuentes (genannt El Señor de los Cielos), der älteste von sechs Brüdern, übernahm ab 1989 die Kontrolle der Schmuggelroute von Ciudad Juárez in die US-amerikanische Grenzstadt El Paso. Nachdem er 1997 unter ungeklärten Umständen bei einer plastischen Gesichtsoperation starb, spaltete sich die Organisation in mehrere Gruppen auf, die unter der Führung von Rodolfo und Vicente Carrillo Fuentes (genannt El Viceroy) miteinander Allianzen schlossen.
Nach dem Gefängnisausbruch von Joaquín „El Chapo“ Guzmán im Jahre 2001 schlossen sich ehemalige Allianzpartner des Juárez-Kartells dem Sinaloa-Kartell an. 2004 wurde Rudolfo Carrillo Fuentes im Auftrag von Guzmán ermordet. Diese Kampfansage an die Familie Carrillo Fuentes löste die äußerst blutigen Revierkämpfe der letzten Jahre in Ciudad Juárez aus. Das Juárez-Kartell versuchte, unter der Führung von Vicente Carrillo Fuentes und des bewaffneten Armes La Línea sowie der Gang Los Aztecas unter Eduardo Ravelo, diese lukrative Drogenroute wieder unter seine alleinige Kontrolle zu bringen.
Am 29. Juli 2011 wurde José Antonio Acosta Hernández, einer der Anführer der La Línea, festgenommen. Er soll laut Anklage für über 1.500 Morde verantwortlich sein.
Es wird vermutet, dass das Juárez-Kartell etwa ein Fünftel des Drogenschmuggels in den Vereinigten Staaten kontrolliert. Das entspricht einem Umsatz von acht Milliarden Dollar pro Jahr.